# 梁慎初
梁慎初（？—763年），字智周，父亲梁亨，安定乌氏人。唐朝军事将领。

## 生平
梁慎初由于父母早亡，家道中落，无钱读书，从小从军习武，练就一身带兵布阵、刀马弓箭的好本事。他跟随唐代名将、西平王哥舒翰镇守潼关，屡立战功，被提拔为左卫郎将（五品武将）。哥舒翰兵败被俘后，梁慎初投奔唐朝名将，襄邓十州节度使、岐国公鲁炅，被任命为右羽林中郎将。
在平定安史之乱中，他多次担任先锋将军，勇猛善战，屡次拔夺敌旗，斩杀敌将，收复城池，功勋卓著，被朝廷晋升为左卫将军，加号冠军大将军（正三品），封爵鹑觚县开国公。
后因受奸佞之徒诽谤，遂称疾请告，解印绶退耕于野。唐代宗宝应二年（763年），因病薨于家中。有一子梁贲。

## 引用
1. ↑  蒋寅著. . 北京：中华书局. 1995.08: 571. ISBN 7-101-01341-4.
2. ↑  杜文玉主编. . 西安：三秦出版社. 2015.10: 202. ISBN 978-7-5518-1103-3.